# V838 Herculis

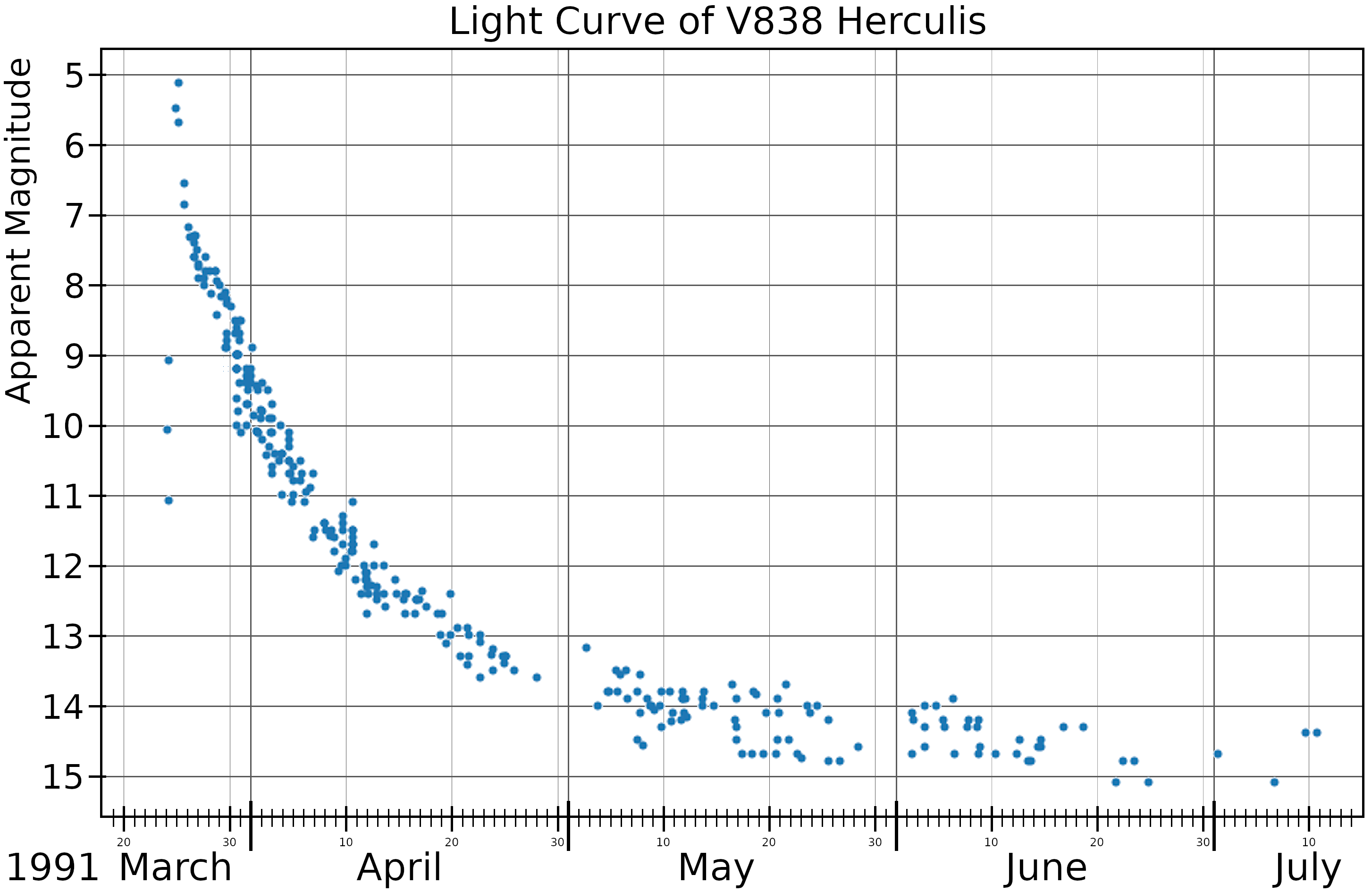
Die Lichtkurve von V838 Herculis, aufgezeichnet aus Daten in Woodward et al. Astrophysical Journal Letters, 1992, Vol 384, L41 und AAVSO-Daten

V838 Herculis (auch Nova Herculis 1991) war eine Nova, die 1991 im Sternbild Herkules aufleuchtete und eine Helligkeit von 5,0 mag erreichte.

## Koordinaten
- Rektaszension: 18h 46m 31s.48
- Deklination: +12° 14′ 01.8″